# Liste der Bodendenkmäler in Rotthalmünster
Auf dieser Seite sind die Bodendenkmäler in der niederbayerischen Stadt Rotthalmünster zusammengestellt. Diese Tabelle ist eine Teilliste der Liste der Bodendenkmäler in Bayern. Grundlage ist die Bayerische Denkmalliste, die auf Basis des Bayerischen Denkmalschutzgesetzes vom 1. Oktober 1973 erstmals erstellt wurde und seither durch das Bayerische Landesamt für Denkmalpflege geführt wird. Die folgenden Angaben ersetzen nicht die rechtsverbindliche Auskunft der Denkmalschutzbehörde.

## Bodendenkmäler in Rotthalmünster

### Bodendenkmäler in der Gemarkung Asbach
| Lage              | Objekt | Akten-Nr.     | Bild |
| ----------------- | --- | ------------- | ---- |
| Asbach (Standort) | Siedlung des Mittelneolithikums, der Stichbandkeramik, der Münchshöfener und Altheimer Gruppe, der frühen Bronzezeit, der Urnenfelderzeit und des hohen Mittelalters, neolithisches Grabenwerk, mittelalterlicher Ziegelbrennofen. | D-2-7545-0038 |      |
| Asbach (Standort) | Wehranlage (Ringwall) vor- und frühgeschichtlicher Zeitstellung. | D-2-7645-0098 |      |
| Asbach (Standort) | Untertägige mittelalterliche und frühneuzeitliche Befunde im Bereich des Klosters Asbach sowie Körperbestattungen des hohen bis späten Mittelalters und der frühen Neuzeit.                                                        | D-2-7645-0150 |      |
| Asbach (Standort) | Untertägige mittelalterliche und frühneuzeitliche Befunde im Bereich der ehemaligen katholischen Pfarrkirche und des Kirchhofes St. Michael in Asbach.                                                                             | D-2-7645-0238 |      |
| Asbach (Standort) | Untertägige mittelalterliche und frühneuzeitliche Befunde im Bereich der ehemaligen Kloster- und jetzigen katholischen Pfarrkirche St. Matthäus in Asbach.                                                                         | D-2-7645-0239 |      |

### Bodendenkmäler in der Gemarkung Pattenham
| Lage                 | Objekt | Akten-Nr.     | Bild |
| -------------------- | --- | ------------- | ---- |
| Pattenham (Standort) | Untertägige mittelalterliche und frühneuzeitliche Befunde im Bereich der ehemaligen Wasserburg und der zugehörigen Schlosskapelle Maria zur unbefleckten Empfängnis in Dobl. | D-2-7645-0099 |      |
| Pattenham (Standort) | Schürfgruben vor- und frühgeschichtlicher Zeitstellung. | D-2-7645-0100 |      |
| Pattenham (Standort) | Siedlung der frühen Bronzezeit. | D-2-7645-0101 |      |
| Pattenham (Standort) | Siedlung des Neolithikums. | D-2-7645-0102 |      |
| Pattenham (Standort) | Siedlung der Stichbandkeramik und der Gruppe Oberlauterbach sowie der Münchshöfener Gruppe.                                                                                  | D-2-7645-0103 |      |
| Pattenham (Standort) | Verebneter Grabhügel vorgeschichtlicher Zeitstellung. | D-2-7645-0105 |      |
| Pattenham (Standort) | Siedlung vor- und frühgeschichtlicher Zeitstellung. | D-2-7645-0107 |      |
| Pattenham (Standort) | Erdställe des Mittelalters. | D-2-7645-0252 |      |

### Bodendenkmäler in der Gemarkung Rotthalmünster
| Lage                      | Objekt | Akten-Nr.     | Bild |
| ------------------------- | --- | ------------- | ---- |
| Rotthalmünster (Standort) | Untertägige mittelalterliche und frühneuzeitliche Befunde im Bereich der katholischen Pfarrkirche sowie der ehemaligen Kirchhofbefestigung und des ehemaligen Kirchhofes Mariä Himmelfahrt in Rotthalmünster. | D-2-7645-0231 |      |
| Rotthalmünster (Standort) | Untertägige frühneuzeitliche Befunde im Bereich der katholischen Wallfahrtskirche Mater Dolorosa (Wieskapelle).                                                                                               | D-2-7645-0232 |      |
| Rotthalmünster (Standort) | Untertägige mittelalterliche und frühneuzeitliche Befunde im Bereich der ehemaligen katholischen Kirche St. Magdalena in Rotthalmünster.                                                                      | D-2-7645-0233 |      |
| Rotthalmünster (Standort) | Untertägige mittelalterliche und frühneuzeitliche Befunde im Bereich der ehemaligen Wasserburg von Rotthalmünster.                                                                                            | D-2-7645-0234 |      |
| Rotthalmünster (Standort) | Untertägige mittelalterliche und frühneuzeitliche Befunde im Bereich des Marktes Rotthalmünster. | D-2-7645-0260 |      |
| Rotthalmünster (Standort) | Siedlung und Gräben vor- und frühgeschichtlicher Zeitstellung. | D-2-7645-0262 |      |
| Rotthalmünster (Standort) | Untertägige spätmittelalterliche und frühneuzeitliche Abschnitte der ehemaligen Marktbefestigung von Rotthalmünster.                                                                                          | D-2-7645-0263 |      |

### Bodendenkmäler in der Gemarkung Weihmörting
| Lage                   | Objekt | Akten-Nr.     | Bild |
| ---------------------- | --- | ------------- | ---- |
| Weihmörting (Standort) | Siedlung bzw. Bestattungsplatz der frühen Bronzezeit.                                                                                           | D-2-7545-0040 |      |
| Weihmörting (Standort) | Siedlung und Bestattungsplatz des Neolithikums, unter anderem der Münchshöfener und der Altheimer Gruppe.                                       | D-2-7545-0045 |      |
| Weihmörting (Standort) | Verebneter Burgstall des Mittelalters. | D-2-7545-0047 |      |
| Weihmörting (Standort) | Untertägige mittelalterliche und frühneuzeitliche Befunde im Bereich der Hofwüstung Au.                                                         | D-2-7545-0211 |      |
| Weihmörting (Standort) | Untertägige mittelalterliche und frühneuzeitliche Befunde im Bereich des ehemaligen Adelssitzes Wopping.                                        | D-2-7545-0216 |      |
| Weihmörting (Standort) | Untertägige mittelalterliche und frühneuzeitliche Befunde im Bereich des Kirchhofes und der katholischen Pfarrkirche St. Martin in Weihmörting. | D-2-7645-0254 |      |
| Weihmörting (Standort) | Grabhügel der mittleren Bronzezeit. | D-2-7645-0261 |      |